# Dysauxes separata
Dysauxes separata är en fjärilsart som beskrevs av Bang-haas 1906. Dysauxes separata ingår i släktet Dysauxes och familjen björnspinnare. Inga underarter finns listade i Catalogue of Life.